# Supernatural (1.ª temporada)
A primeira temporada de Supernatural estreou em 13 de setembro de 2005 e terminou em 4 de maio de 2006, com 22 episódios. Esta é a única temporada da série a ser exibida pela emissora The WB, com todas as temporadas seguintes sendo exibidas pela emissora The CW, um empreendimento conjunto da The WB e da UPN.
A temporada recebeu muitas indicações a prêmios, entre elas, dois Prémios Emmy do Primetime pelo trabalho feito no episódio piloto. Enquanto alguns críticos não gostaram do formato mais parecido com antologia, outros elogiaram a série pelos momentos emocionais e notaram a química fraternal entre os atores principais.

## Sinopse
A série segue os irmãos Sam e Dean Winchester enquanto procuram por seu pai, John, que está caçando o demônio que matou a mãe deles e a namorada de Sam. Durante suas viagens, eles usam o diário de seu pai para ajudá-los a continuar o negócio da família—salvar pessoas e caçar criaturas sobrenaturais.

## Elenco

### Principal
| Intérprete      | Personagem      | Episódios |
| --------------- | --------------- | --------- |
| Jared Padalecki | Sam Winchester  | 22        |
| Jensen Ackles   | Dean Winchester | 22        |

### Recorrente
| Intérprete          | Personagem       | Episódios |
| ------------------- | ---------------- | --------- |
| Jeffrey Dean Morgan | John Winchester  | 8         |
| Nicki Aycox         | Meg Masters      | 4         |
| Adrianne Palicki    | Jessica Moore    | 3         |
| Samantha Smith      | Mary Winchester  | 2         |
| Sebastian Spence    | Tom              | 2         |
| Graham Wardle       | Tommy Collins    | 1         |
| Loretta Devine      | Missouri Moseley | 1         |
| A. J. Buckley       | Ed Zeddmore      | 1         |
| Travis Wester       | Harry Spangler   | 1         |
| Taylor Cole         | Sarah Blake      | 1         |
| Terence Kelly       | Daniel Elkins    | 1         |
| Jim Beaver          | Bobby Singer     | 1         |

## Episódios
| N.º geral | N.º na temp. | Título                                           | Dirigido por          | Escrito por                                                                 | Exibição original       | Cód. de produção | Audiência (milhões) |
| --- | ------------ | ------------------------------------------------ | --------------------- | --------------------------------------------------------------------------- | ----------------------- | ---------------- | ------------------- |
| 1 | 1            | "Pilot" "(Piloto)" (BR)                          | David Nutter          | Eric Kripke                                                                 | 13 de setembro de 2005  | 475285           | 5.69                |
| Quando crianças, a mãe de Sam e Dean Winchester, Mary, morreu de uma maneira inexplicável, o que levou seu pai, John Winchester, a ensinar-lhes habilidades de caça em busca da criatura que tirou a vida de Mary. Anos depois, enquanto estudava na Universidade de Stanford, Sam é forçado a voltar ao mundo paranormal por Dean, que veio dizer a ele que seu pai estava desaparecido. Os dois viajam para Jericó, na Califórnia, para encontrá-lo, mas sua busca é interrompida quando descobrem que uma Mulher fantasma de branco - o espírito de uma mulher que afogou seus filhos e depois se matou - estava vitimando pessoas do sexo masculino. Eles investigam, mas Dean é preso por se passar por um agente federal. No entanto, ele consegue escapar da custódia e salva seu irmão do espírito vingativo. A Mulher de Branco é finalmente descansada depois que os irmãos a forçam a confrontar os espíritos de seus filhos. Sam mais tarde volta para casa, mas descobre sua namorada Jessica presa no teto. Ele é forçado a assistir enquanto ela é morta da mesma maneira sobrenatural que sua mãe. A morte de Jessica o leva a voltar à vida de caçar com Dean. |              |                                                  |                       |                                                                             |                         |                  |                     |
| 2 | 2            | "Wendigo" "(Wendigo)" (BR)                       | David Nutter          | História por : Ron Milbauer & Terri Hughes Burton Roteiro por : Eric Kripke | 20 de setembro de 2005  | 2T6901           | 5.01                |
| Depois de não ter sorte na investigação da morte de Jessica, os irmãos seguem as instruções encontradas no diário de seu pai e seguem para Blackwater Ridge, Lost Creek, Colorado. Posando como guardas florestais, eles ajudam uma jovem chamada Haley e seu irmão mais novo Ben a procurar seu irmão mais velho perdido Tommy, que desapareceu durante um acampamento. Sam e Dean logo percebem que ele foi levado por um wendigo que aterroriza a floresta desde 1936. Enquanto procuravam, Haley e Dean são sequestrados pela criatura, mas Sam e Ben são capazes de rastreá-los até uma mina. Depois que Dean, Haley e Tommy são libertados, eles matam o wendigo com uma arma de fogo. |              |                                                  |                       |                                                                             |                         |                  |                     |
| 3 | 3            | "Dead in the Water" "(Morte na Água)" (BR)       | Kim Manners           | Sera Gamble & Raelle Tucker                                                 | 27 de setembro de 2005  | 2T6903           | 5.01                |
| Fazendo uma pausa na busca pelo pai, Sam e Dean vão para o Lago Manitoc, em Wisconsin, para um possível caso. Três afogamentos ocorreram lá dentro de um ano, com os cadáveres desaparecendo misteriosamente no lago. Os irmãos logo passam a acreditar que o espírito vingativo de um garoto assombra o lago e descobrem que o xerife local e o pai da última vítima acidentalmente causaram sua morte quando crianças. Em busca de vingança, o espírito tem como alvo a filha do xerife Andrea e o neto Lucas. Ele finalmente puxa Lucas para dentro do lago, então o xerife se entrega ao espírito, salvando seu neto. |              |                                                  |                       |                                                                             |                         |                  |                     |
| 4 | 4            | "Phantom Traveler" "(Viajante Fantasma)" (BR)    | Robert Singer         | Richard Hatem                                                               | 4 de outubro de 2005    | 2T6904           | 5.40                |
| Os irmãos são convidados por um homem que Dean e seu pai haviam resgatado anteriormente para investigar o misterioso acidente de um avião comercial que deixou apenas sete sobreviventes, com sinais apontando para um passageiro possuído por demônios causando o acidente. Quando eles percebem que o demônio agora está eliminando os sobreviventes um por um, Dean é forçado a enfrentar seu medo de voar seguindo seu próximo alvo a bordo de um avião. Ele e Sam conseguem levar o demônio de volta ao inferno. Depois, eles ficam surpresos quando o homem que os chamou revelou que recebeu o número de telefone do correio de voz do pai. Embora John não atenda quando eles ligam, eles obtêm a primeira indicação de que ele está vivo, pois o telefone está desligado desde o desaparecimento. |              |                                                  |                       |                                                                             |                         |                  |                     |
| 5 | 5            | "Bloody Mary" "(Bloody Mary)" (BR)               | Peter Ellis           | História por : Eric Kripke Roteiro por : Ron Milbauer & Terri Hughes Burton | 11 de outubro de 2005   | 2T6905           | 5.50                |
| Quando um homem é morto - seus olhos explodem - depois que sua filha diz "Bloody Mary" três vezes na frente de um espelho, Sam e Dean vão a Toledo, Ohio, para investigar. Eles descobrem que Bloody Mary é o fantasma de uma jovem mulher que foi assassinada depois que seus olhos foram cortados, e seu espírito ficou preso no espelho que ela morreu na frente. Com o espelho agora à venda em uma loja de antiguidades na cidade, Bloody Mary começou a atingir aqueles próximos que secretamente sentem culpa pela morte de outra pessoa. Os irmãos devem encontrar uma maneira de detê-la depois que uma jovem inadvertidamente se torna seu próximo alvo. Eles rastrear o espelho original e depois o quebram, mas isso só libera Bloody Mary. No entanto, Dean a força a ver seu próprio reflexo, e sua culpa por seus próprios segredos faz com que ela se destrua. |              |                                                  |                       |                                                                             |                         |                  |                     |
| 6 | 6            | "Skin" "(Pele)" (BR)                             | Robert Duncan McNeill | John Shiban                                                                 | 18 de outubro de 2005   | 2T6906           | 5.00                |
| Depois que Zach, um amigo de Sam, é preso por assassinar sua namorada, os irmãos seguem para St. Louis, Missouri, para investigar. A irmã de Zach, Becky, afirma que ele estava com ela no momento do assassinato, embora imagens de segurança o coloquem na cena do crime. Após um assassinato semelhante, eles percebem que o verdadeiro culpado é um ser com habilidades de mudança de forma. O metamorfo captura os dois e planeja usar a forma de Dean para matar Becky. Os irmãos escapam e alertam a polícia. Becky é salva, mas a polícia acredita que Dean seja seu atacante. Mais tarde, Dean vai ao covil do metamorfo, Sam visita Becky para se certificar de que ela sabe com o que estão lidando. No entanto, ela se revela como metamorfo e derruba Sam, que fica inconsciente, e se transforma em Dean. Depois que o verdadeiro Dean encontra a verdadeira Becky, amarrada no covil, ele confronta o metamorfo e o mata enquanto ainda está em sua forma, fazendo com que a polícia declare Dean morto e encerre a caçada por ele. |              |                                                  |                       |                                                                             |                         |                  |                     |
| 7 | 7            | "Hook Man" "(Homem-Gancho)" (BR)                 | David Jackson         | John Shiban                                                                 | 25 de outubro de 2005   | 2T6902           | 5.08                |
| Sam e Dean vão para Ankeny, Iowa, para investigar a morte brutal de um estudante universitário, e a namorada da vítima Lori diz que o atacante era invisível. Mais ataques ocorrem, com as vítimas aparentemente conectadas à menina. Os irmãos acreditam que o assassino é o homem gancho, e as pesquisas indicam que é o espírito vingativo de Jacob Karns, um pregador que matou 13 prostitutas em 1862 com o gancho que substituiu sua mão perdida e mais tarde foi morto por seus crimes. Apesar do homem ser enterrado em uma cova sem identificação, Dean consegue localizá-la e queimar seus ossos, mas não tem efeito. Para parar o espírito, eles devem destruir o gancho, que foi transformado em um objeto desconhecido pela igreja após a morte de Karns. Para ter certeza, eles queimam tudo de prata na igreja, mas isso não o para. Lori e os irmãos são confrontados pelo homem gancho. Enquanto lutam com ele, Sam percebe que o colar de cruz de Lori - dado a ela pelo reverendo pai - é feito de prata, e o espírito desaparece quando é queimado. |              |                                                  |                       |                                                                             |                         |                  |                     |
| 8 | 8            | "Bugs" "(Insetos)" (BR)                          | Kim Manners           | Rachel Nave & Bill Coakley                                                  | 8 de novembro de 2005   | 2T6907           | 4.47                |
| Depois que um trabalhador da construção civil de um novo conjunto habitacional morre em um buraco, os irmãos vão para Oasis Plains, Oklahoma, para investigar. Lá, eles descobrem sobre mortes misteriosas relacionadas a insetos na cidade. Depois de pesquisar, eles descobrem que a terra em desenvolvimento era o local de um assentamento nativo-americano apagado pelos massacres da cavalaria americana no início do século 19, e que o chefe havia amaldiçoado a terra quando ele morreu. Sam e Dean determinam que a maldição chegará ao seu clímax naquela noite e correm para avisar a família que vive lá. Eles são capazes de combater os insetos e sobreviver a noite toda, e os insetos partem ao nascer do sol. O local é fechado temporariamente quando descobriram um túmulo nativo americano não identificado e o desenvolvedor, cuja família os irmãos salvaram dos insetos, decide garantir que ele permaneça fechado. |              |                                                  |                       |                                                                             |                         |                  |                     |
| 9 | 9            | "Home" "(Volta ao Lar)" (BR)                     | Ken Girotti           | Eric Kripke                                                                 | 15 de novembro de 2005  | 2T6908           | 4.21                |
| Sam tem pesadelos de uma família sendo atacada por uma entidade sobrenatural na casa de infância dele e de Dean, levando os irmãos a voltarem para Lawrence, Kansas, para investigar. Eles recrutam a ajuda da amiga psíquica de seu pai, Missouri Mosley, para livrar a casa de um poltergeist. Embora Missouri afirme ter purificado a casa, Sam não acredita que tenha sido bem-sucedido, então os irmãos vigiam a casa. Quando o poltergeist retorna, a premonição de Sam começa a se tornar realidade. Os irmãos correm para resgatar a família, mas eles mesmos são salvos pelo espírito de sua mãe, que se sacrifica para impedir o poltergeist. Desconhecido para eles, o pai deles está na casa de Missouri e, embora ele queira muito ver seus filhos, ele informa que não pode até saber a verdade sobre alguma coisa. |              |                                                  |                       |                                                                             |                         |                  |                     |
| 10 | 10           | "Asylum" "(Asilo)" (BR)                          | Guy Bee               | Richard Hatem                                                               | 22 de novembro de 2005  | 2T6909           | 5.38                |
| Sam e Dean recebem uma dica do pai e viajam para Rockford, Illinois, para investigar o assombrado Roosevelt Asylum, onde pacientes criminalmente insanos se revoltaram em 1964. Uma das vítimas do tumulto foi o psiquiatra chefe. Os espíritos tentam se comunicar em vez de atacar, levando os irmãos a descobrir que o psiquiatra estava realizando experiências cruéis com seus pacientes, como trepanação e outras coisas, a fim de testar sua teoria de que provocar raiva extrema seria terapêutico para eles. O fantasma do médico então confronta Sam, fazendo com que ele perca a sanidade e tente matar seu irmão. Dean consegue subjugar Sam e queimar o cadáver do médico, parando o espírito e retornando Sam ao normal. No final, Sam atende o celular de Dean para encontrar seu pai ligando para eles. |              |                                                  |                       |                                                                             |                         |                  |                     |
| 11 | 11           | "Scarecrow" "(Espantalho)" (BR)                  | Kim Manners           | História por : Patrick Sean Smith Roteiro por : John Shiban                 | 10 de janeiro de 2006   | 2T6911           | 4.23                |
| John faz uma ligação para Sam e Dean, dizendo que ele está caçando a coisa que matou sua mãe e é um demônio. No entanto, em vez de deixá-los ajudar, ele diz a eles para investigar o desaparecimento de jovens casais na zona rural de Burkitsville, Indiana, Sam revela a Dean que prefere rastrear o pai deles, levando os dois a se separarem. Sam conhece uma colega de carona chamada Meg Masters, Dean inicia a investigação e salva um casal de um espantalho vivo. Dean fala para Sam sobre a criatura e descobre que um Vanir está sendo convocado na forma de um espantalho para proteger a cidade em troca de sacrifícios anuais, com uma árvore sagrada na cidade que lhe dá poder. Como o casal pretendido para o ritual escapou, as pessoas da cidade escolhem Dean e Emily - uma garota que mora na cidade com sua tia e tio - como novos sacrifícios. No entanto, Sam retorna e os resgata, e o espantalho toma a tia e o tio de Emily como vítimas. Na manhã seguinte, Emily e os irmãos queimam a árvore sagrada e depois saem da cidade. Enquanto isso, Meg pega uma carona na estrada, mas corta a garganta do motorista, coletando seu sangue em um cálice e usando-o para se comunicar com um ser desconhecido a quem ela chama de pai.                                                                     |              |                                                  |                       |                                                                             |                         |                  |                     |
| 12 | 12           | "Faith" "(Fé)" (BR)                              | Allan Kroeker         | Sera Gamble & Raelle Tucker                                                 | 17 de janeiro de 2006   | 2T6910           | 3.86                |
| Enquanto luta contra um Rawhead, Dean é eletrocutado e seu coração está danificado. Os médicos lhe dão apenas algumas semanas de vida. Sam procura uma maneira de salvá-lo e acredita que ele pode ter encontrado uma resposta em um pregador que afirma curar os incuráveis. Na congregação, Dean é escolhido e é curado de sua condição. No entanto, ele e Sam logo descobrem que um professor abertamente gay morreu de um ataque cardíaco no mesmo momento em que Dean foi curado. Pesquisas adicionais revelam que as mortes ocorreram em uníssono com outras curas, levando os irmãos a acreditar que o pregador está usando magia negra para controlar um Ceifador; curando pessoas em troca da vida daqueles que ele considera imorais. No entanto, eles finalmente descobrem que sua esposa está por trás de tudo e correm para destruir o altar usado para controlar o Ceifador. O pregador começa a "curar" Layla, uma jovem mulher com um tumor no cérebro, e o Ceifador vai atrás de Dean. Sam destrói o altar, e o Ceifador libertado tira a vida da esposa, embora a jovem não seja curada. Mais tarde, ela diz a Dean que fez as pazes com a morte que se aproxima, e Dean promete orar por ela. |              |                                                  |                       |                                                                             |                         |                  |                     |
| 13 | 13           | "Route 666" "(Rota 666)" (BR)                    | Paul Shapiro          | Brad Buckner & Eugenie Ross-Leming                                          | 31 de janeiro de 2006   | 2T6912           | 5.82                |
| Dean é contatado por seu primeiro amor, Cassie, que pede que ele vá a Cape Girardeau, Missouri, para investigar uma série de assassinatos raciais, um dos quais foi o pai dela foi vítima. Cada assassinato está ligado a um caminhonete misteriosa que parece não ter motorista e não deixa rastros. Dean luta para lidar com seus sentimentos residuais por Cassie, eventualmente levando-os a fazer sexo. Os irmãos descobrem mais tarde que a mãe de Cassie, uma mulher branca, deixou seu namorado, Cyrus, para o pai afro-americano de Cassie. Cyrus tentou matá-lo, mas o pai de Cassie ganhou vantagem e acabou espancando Cyrus até a morte, jogando o corpo e o caminhão de Cyrus em um pântano próximo. Os irmãos assumem que o espírito de Cyrus retornou e está em vingança contra todos os que estão ligados à sua morte. Eles tentam colocar Cyrus para descansar queimando seus restos mortais em um caminhão enferrujado no pântano. No entanto, o caminhão fantasma aparece e tenta atropelar Dean, e eles percebem que a personalidade maligna de Cyrus havia infectado o caminhão, e o levou a ganhar vida própria. Os irmãos acabam derrotando-o fazendo Dean liderá-lo em uma perseguição e enganando-o para dirigir até o chão sagrado de uma igreja velha e incendiada, levando o chão sagrado destruí-lo. |              |                                                  |                       |                                                                             |                         |                  |                     |
| 14 | 14           | "Nightmare" "(Pesadelo)" (BR)                    | Phil Sgriccia         | Sera Gamble & Raelle Tucker                                                 | 7 de fevereiro de 2006  | 2T6913           | 4.27                |
| Sam tem a premonição de um homem morto em Saginaw, Michigan, mas o assassinato é feito para parecer um suicídio. Eles conversam com o filho da vítima, Max, e não conseguem encontrar nada sobrenatural, mas alertam o tio de Max para ter cuidado. Quando ele também morre misteriosamente, Sam e Dean acreditam que a família será amaldiçoada. No entanto, sua investigação revela que Max era espancado regularmente por seu pai e tio quando criança. Sam então tem outra visão de Max usando habilidades telecinéticas para matar sua madrasta, irritado com ela por não ter parado o abuso. Os irmãos param Max e Sam descobre que, quando ele era bebê, sua mãe também morreu da mesma maneira que a deles, queimada no teto. Quando a raiva de Max ressurge repentinamente, ele tranca Sam no armário. Sam recebe outra premonição, mostrando Max matando Dean. Tentando escapar, Sam consegue se libertar telecineticamente e fala com Max para não matá-los. Max, perturbado, tira a própria vida. |              |                                                  |                       |                                                                             |                         |                  |                     |
| 15 | 15           | "The Benders" "(A Família Bender)" (BR)          | Peter Ellis           | John Shiban                                                                 | 14 de fevereiro de 2006 | 2T6914           | 3.96                |
| Sam e Dean vão para Hibbing, Minnesota, onde um garoto testemunha um homem desaparecer. Enquanto investiga, Sam também é sequestrado. Dean finge ser um policial em busca de seu irmão e se une à delegada Kathleen Hudak. Embora ela logo descubra a verdadeira identidade de Dean, ela permite que ele continue investigando com ela, pois seu próprio irmão desapareceu da mesma maneira três anos antes. Apesar disso, ela não confia nele e o algema no carro quando encontram a propriedade dos sequestradores. Kathleen é logo capturada e descobre que os culpados são uma família humana que caça e mata pessoas por esporte. Dean se liberta e vai atrás dela, mas também é capturado. No entanto, isso distrai a família por tempo suficiente para que Sam e Kathleen saiam de suas gaiolas, e os três subjugam seus captores. Quando Kathleen está mais tarde sozinha com o pai, ele a provoca sobre a morte de seu irmão, e ela atira nele, planejando dizer à polícia que ele tentou escapar. Ela então permite que os irmãos saiam antes que mais policiais e o FBI cheguem para levar os Benders sobreviventes sob custódia. |              |                                                  |                       |                                                                             |                         |                  |                     |
| 16 | 16           | "Shadow" "(Sombra)" (BR)                         | Kim Manners           | Eric Kripke                                                                 | 28 de fevereiro de 2006 | 2T6915           | 4.22                |
| Enquanto investigam uma morte animalesca em Chicago, Illinois, os irmãos encontram um símbolo de sangue, que Dean descobre mais tarde que está conectado a uma criatura zoroastriana conhecida como daeva. Mais tarde, encontram Meg Masters, e as suspeitas de Sam o levam a descobrir que ela estava por trás do assassinato. Eles a confrontam, mas ela revela que tudo faz parte de uma armadilha para capturar o pai deles. Sam e Dean conseguem virar os daevas contra ela, e ela é jogada pela janela. Quando eles retornam ao quarto de motel, encontram o pai esperando por eles, mas Meg retorna e mais uma vez envia os daevas atrás deles. Sam dissipa os daevas com clarões de luz por tempo suficiente para eles escaparem. John, em seguida, mais uma vez deixa seus filhos, sentindo que eles são vulneráveis quando todos juntos. |              |                                                  |                       |                                                                             |                         |                  |                     |
| 17 | 17           | "Hell House" "(Casa do Inferno)" (BR)            | Chris Long            | Trey Callaway                                                               | 30 de março de 2006     | 2T6916           | 3.76                |
| Como brincadeira, alguns adolescentes espalham a notícia de que uma casa local é assombrada pelo fantasma de Mordechai Murdoch, um homem que supostamente matou suas seis filhas durante a década de 1930, e acaba listado no site de lendas urbanas Hell Hound's Lair. Quando logo parece que a casa é realmente assombrada, os irmãos vão a Richardson, Texas, para investigar e se deparam com os investigadores paranormais Ed Zeddmore e Harry Spengler, proprietários do site. Embora suas pesquisas não mostrem verdade na lenda, os irmãos ainda encontram o espírito, mas é diferente do que a lenda descreve. Quando Sam e Dean percebem que as origens de Mordechai no Covil da Hell Hound também mudaram, eles teorizam que o espírito é na verdade um Tulpa provocado por um sigilo de espírito tibetano criado pelos adolescentes como uma piada, com as crenças dos visitantes do site causando a história se tornar realidade. Os irmãos enganam Ed e Harry a postar uma vulnerabilidade para Mordechai em seu site e depois retornam à casa para matá-lo. No entanto, Ed e Harry também estão lá, e revelam que o servidor do site travou. Com o Tulpa não afetado, Dean decide incendiar a casa para parar a entidade. Ed e Harry seriam mais tarde rebatizados como "Ghostfacers".                              |              |                                                  |                       |                                                                             |                         |                  |                     |
| 18 | 18           | "Something Wicked" "(Alguma Coisa Maligna)" (BR) | Whitney Ransick       | Daniel Knauf                                                                | 6 de abril de 2006      | 2T6917           | 3.67                |
| Por uma dica de seu pai, Sam e Dean vão a Fitchburg, Wisconsin, para investigar um caso em que crianças caíram em coma. Eles logo descobrem que a criatura responsável é uma bruxa vampírica conhecida como shtriga, que está roubando força vital das crianças. Dean revela a Sam que seu pai já havia tentado matar a criatura quando eles eram jovens, e que a imprudência de Dean quase custou a vida de Sam e permitiu que a shtriga escapasse. Como a shtriga só pode ser morta durante a alimentação, Sam e Dean convencem o filho da dona do motel, cujo irmão foi vítima, a ajudá-los a armar uma armadilha. Embora a armadilha falhe e Sam esteja quase morto, Dean é capaz de matar a shtriga no final. A força vital das crianças retorna a elas com a morte da shtriga e elas se recuperam, embora Sam lamente a perda de inocência do garoto que as ajudou. |              |                                                  |                       |                                                                             |                         |                  |                     |
| 19 | 19           | "Provenance" "(Procedência)" (BR)                | Phil Sgriccia         | David Ehrman                                                                | 13 de abril de 2006     | 2T6918           | 3.62                |
| Depois que um jovem casal é brutalmente assassinado no interior de Nova York dentro de uma casa trancada, os irmãos investigam e descobrem no diário de seu pai que mortes semelhantes ocorreram na área nas últimas décadas. Todos os pertences do casal foram levados para uma casa de leilões, então eles verificam se um fantasma pode ter se ligado a um objeto. Depois de pedir a Sarah Blake, filha do proprietário da casa de leilões, Sam consegue obter cópias das procedências dos itens. Dean descobre que um retrato pintado de 1910 da família Isaiah Merchant havia pertencido a todas as outras vítimas de assassinato e que Merchant havia matado toda a sua família e depois a si próprio. Percebendo que a pintura é assombrada, os irmãos a queimam, mas depois ela se repara. Dean rastreia o corpo de Merchant e o crema, mas quando Sam e Sarah tentam destruir a pintura novamente, o fantasma da filha de Merchant emerge dela, tendo sido a verdadeiro assassina o tempo todo. Dean encontra uma boneca antiga com o cabelo da menina no mausoléu, e o fantasma desaparece depois que ele a queima. Depois, a pintura é finalmente destruída e os irmãos saem da cidade, mas não antes de Sam dar um beijo de despedida em Sarah.                                                                        |              |                                                  |                       |                                                                             |                         |                  |                     |
| 20 | 20           | "Dead Man's Blood" "(Sangue do Morto)" (BR)      | Tony Wharmby          | Cathryn Humphris & John Shiban                                              | 20 de abril de 2006     | 2T6919           | 3.99                |
| Quando um velho caçador de vampiros é alvo de um grupo de vampiros, ele tenta atacá-los com uma pistola Colt antiga, mas é morto antes que ele possa disparar um tiro. Voltando ao ninho, a vampira Kate entrega o Colt ao seu companheiro, o líder Luther. Quando Dean reconhece o nome do caçador assassinado no jornal, ele e Sam vão para Boulder, Colorado, e descobrem uma carta endereçada a seu pai, que de repente retorna. A carta revela a ele que a arma é mística e capaz de matar qualquer coisa. Percebendo que eles podem usá-lo para finalmente matar Azazel, o demônio responsável pela morte de sua mãe, os Winchesters capturam Kate e tentam trocá-la por Luther em troca da arma. John faz o comércio, enquanto Sam e Dean resgatam as vítimas dos vampiros, sob ordens de partirem depois. Durante a negociação, Luther ataca John, e os irmãos intervêm, matando a maioria dos vampiros restantes. John recupera a arma, e a lenda do Colt é comprovada como verdadeira quando ele mata Luther. Kate e outra vampira fogem e John finalmente aceita que os Winchesters são mais fortes como uma família e convida Sam e Dean para se juntar a ele na caça a Azazel. |              |                                                  |                       |                                                                             |                         |                  |                     |
| 21 | 21           | "Salvation" "(Salvação)" (BR)                    | Robert Singer         | Sera Gamble & Raelle Tucker                                                 | 27 de abril de 2006     | 2T6920           | 3.26                |
| Quando Meg começa a mirar nos amigos dos Winchesters para forçá-los a entregar o Colt, John revela a seus filhos a pesquisa sobre Azazel que ele acumulou ao longo dos anos. As placas apontam para Salvation, Iowa, como o local do próximo alvo do demônio, então o trio vai até lá para investigar. Depois de Sam ter uma premonição, ele é capaz de identificar a próxima vítima. Antes que eles formem um plano, Meg telefona e ameaça matar mais de seus amigos, a menos que eles entreguem a arma. John atende seu pedido, mas tenta entregar uma arma falsa e é capturado. Enquanto isso, Sam e Dean são capazes de salvar a família do ataque de Azazel, mas ele escapa quando Sam tenta matá-lo. No final, Sam e Dean descobrem a captura do pai quando ligam para ele e Meg atende o telefone. |              |                                                  |                       |                                                                             |                         |                  |                     |
| 22 | 22           | "Devil's Trap" "(Armadilha do Diabo)" (BR)       | Kim Manners           | Eric Kripke                                                                 | 4 de maio de 2006       | 2T6921           | 3.99                |
| Depois de saberem que o pai foi capturado, os irmãos procuram ajuda do amigo e companheiro de família Bobby Singer. No entanto, Meg os rastreia, mas é pega embaixo de um símbolo místico conhecido como "armadilha do diabo", que a torna imobilizada e impotente. Os irmãos passam a exorcizar o demônio, embora eles saibam que isso matará a verdadeira Meg devido a seus ferimentos sofridos em Chicago. Antes que a verdadeira Meg morra, ela oferece uma pista do paradeiro de John. Sam e Dean vão para Jefferson City, Missouri, e resgatam o pai. No entanto, Azazel logo se revela no corpo de John, e os ataca. Enquanto Azazel tortura Dean, John é capaz de ganhar temporariamente o controle, e implora a Sam para usar o Colt para matar Azazel. Incapaz de matar o pai, Sam o atira na perna e Azazel foge. No caminho para o hospital, os três são atingidos por um grande caminhão com um motorista possuído por demônios. |              |                                                  |                       |                                                                             |                         |                  |                     |

## Produção

### Escrita
A mitologia da primeira temporada segue principalmente a busca de Sam e Dean pelo pai desaparecido. O criador da série Eric Kripke resumiu esse enredo como "encontrar papai", que ele considerou "simples", "emocional" e "claro". No entanto, ele achou que os episódios auto-fechados—histórias independentes que chegam ao encerramento no final de cada episódio e acrescentam pouco às histórias abrangentes— estavam sendo "imprevisíveis". Porque os primeiros dez episódios consistem em histórias auto-fechadas, a mitologia de série não começa até o episódio onze, "Scarecrow". Este episódio introduz o demônio Meg Masters, que o produtor executivo Kim Manners sentiu que era "desesperadamente necessário". Embora incertos em exatamente que direção tomar o personagem, os escritores pretendiam Meg para ser um antagonista para os Winchester ao longo de seu arco de história. A mitologia da série se expande ainda mais com a adição da arma que mata demônios Colt perto do fim da temporada, emprestando ao tema "americano moderno ocidental" que os produtores estavam indo.
Embora os adversários semanais para os Winchesters fossem freqüentemente baseados em lendas urbanas, os escritores tentaram colocar sua própria rotação nas histórias para cada um dos episódios. Por exemplo, Kripke combinou a conhecida lenda urbana do caroneiro desaparecendo com a lenda mexicana de La Llorona para dar ao espírito mais motivação e caracterização no piloto. O episódio "Hook Man", no entanto, pegou três ou quatro elementos das numerosas variações da lenda do Homem Gancho. A figura é um escapado paciente mental no mito tradicional, mas os escritores decidiram para os fins da série lhe fazer o fantasma de um assassino com gancho. Eles também adicionaram um elemento poltergeist por tê-lo ligado às emoções conflitantes do ator convidado—ele usa um crucifixo feito de seu gancho derretido. Em vez de se concentrarem nas interpretações modernas, Kripke e o co-produtor executivo John Shiban decidiram que os vampiros de Supernatural resultariam mais das lendas originais. Os vampiros receberam presas retráteis—inspiradas nos dentes de tubarões—, sem qualquer aversão à luz solar ou ao crucifixo. Kripke acrescentou pessoalmente que os vampiros se tornariam fracos se recebessem o sangue de um homem morto.
Outros aspectos surgiram de conceitos ou ideias básicas. Para o episódio "Skin", o escritor Shiban sentiu que o vilão metamorfo tinha que mudar para um dos personagens principais. O personagem escolhido foi Dean, e os escritores decidiram não limpar seu nome de tentativa de assassinato no final do episódio. Embora eles inicialmente temiam que ter um dos personagens principais sendo um homem procurado, mais tarde arruinaria a série, os escritores eventualmente consideraram que era "uma grande camada para adicionar", abrindo novas histórias e personagens potenciais. A reputação de Dean é abordada novamente em "The Benders", e as capturas dele na segunda e terceira temporadas. Outro elemento que influenciaria futuros episódios surgiu em "Hook Man", quando os escritores Milbauer e Burton perceberam que as espingardas disparam sal, uma fraqueza para espíritos. Kripke considerou a "combinação perfeita de elemento oculto", pois reuniu um "repelente folclórico do mal" com o "aspecto colarinho azul das espingardas".. O episódio "Asylum" mais tarde estabeleceu o ferro como uma outra arma contra os fantasmas. "Faith", por outro lado, decorreu da questão de saber se era verdadeiramente errado curar pessoas boas de suas doenças ao custo da vida de estranhos. Kripke observou: "[Layla] realmente é uma ótima garota e ela merece viver, e um estranho que você nem sabe vai morrer ... e talvez isso valha a pena." Ceifeiros não estavam no roteiro original do episódio, mas foram adicionados depois para darem aos escritores uma chance de criar sequências "assustadoras" e explicar a habilidade do curandeiro de fé. Por causa dos escritores terem achado brega o visual tradicional do Ceifeiro—encapuçado e carregando uma foice—para ser brega—eles por fim o fizeram aparecer como "o homem mais velho enrugado que você poderia sempre imaginar."
Embora o vilão do episódio "Hell House" tem origens sobrenaturais, a base da história veio de uma stituação que o escritor Trey Callaway tinha quando criança, ele e seus amigos criaram uma cena falsa de assassinato em um celeiro abandonado e depois convenceram seus amigos de que os assassinatos ocorreram ali. As crianças costumavam ir lá se assustar, com uma menina fugindo e quebrando a perna depois de acreditar que ela viu um fantasma atacante. Os antagonistas humanos de "The Benders", no entanto, estavam completamente desprovidos de elementos sobrenaturais. Shiban tomou essa decisão não só para surpreender o público, mas também para que os Winchester enfrentassem algo que nunca tinham encontrado antes. Para "Nightmare", Tucker tentou escrever o personagem Max como simpático, e, portanto, teve dificuldades em decidir como terminar o episódio. Os escritores finalmente decidiram tê-lo se matando para evitar que ele fizesse mais mal.
Começando na série, Kripke excluiu vampiros devido à sua filiação a Buffy the Vampire Slayer. Ele queria que Supernatural tivesse sua própria identidade, mas se tornou mais confortável com ela ao longo do tempo. Os escritores pretendiam que o episódio de vampiro "Dead Man's Blood" fosse um episódio auto-fechado, mas a introdução de Kripke do Colt o ligou aos dois últimos episódios da temporada. Esta adição agradou os escritores do penúltimo episódio "Salvation", porque o Colt deu aos irmãos uma maneira de lutar contra Meg e também forneceu uma razão para ela para matar os amigos dos Winchester. Gamble e Tucker criaram o último enredo porque sentiram que Kripke só permitiria sua inclusão se eles morressem. Quando os escritores não puderam encontrar algo para os Winchester estarem fazendo enquanto Meg está solta, dividiram o episódio em duas histórias; John iria atrás de Meg enquanto os irmãos protegiam outra família de Azazel. Tucker sentiu que isso abriu "todas essas coisas emocionais com os caras", assim como "trouxe de volta todos os temas do a série e amarrou a temporada em um grande arco agradável". Da mesma forma, Kripke acreditava que a revelação de John sendo possuído por Azazel em "Devil's Trap" tinha que ser, como ele completou as duas principais linhas da temporada—encontrar seu pai e rastrear o demônio—ao mesmo tempo, mas tinha que encontrar ambos os personagens em um corpo.

### Influências da cultura popular
Enquanto as lendas sobrenaturais e urbanas inspiraram muitos episódios, alguns aspectos do enredo foram influenciados pela cultura popular. A inspiração para a aparência do wendigo em "Wendigo" veio da criatura apresentada no vídeo da música "Come to Daddy" do Aphex Twin. As características humanas foram adicionadas ao projeto devido às origens humanas do wendigo, e a criatura foi dada a habilidade de imitar vozes humanas para criar um "efeito assustador". No entanto, Kripke não estava satisfeito com a aparência final do wendigo, o julgando como "o primo alto e desajeitado de Gollum". Devido a isso, a criatura não é vista durante a maior parte do episódio. Para cenas de metamorfose no episódio "Skin", Kripke escolheu basear a transformação na de Um Lobisomem Americano em Londres, usando próteses e maquiagem em vez de imagens geradas por computador. Samara de The Ring influenciou o vilão titular em "Bloody Mary", embora Kripke sentiu que ela acabou parecendo muito semelhante ao personagem devido à sua aparência terrível e ao uso de quadros por segundo para criar um efeito de manipulação de tempo. O supervisor de efeitos visuais Ivan Hayden, por outro lado, acredita que foi mais uma homenagem.

### Filmagens
Embora o episódio piloto tenha sido filmado em Los Angeles, as filmagens principais para o resto da temporada ocorreram em Vancouver, Columbia Britânica. Lugares muitas vezes serviam como locais de filmagens, com grande parte de "Dead in the Water" acontecendo em Buntzen Lake eo clímax de "Wendigo" ocorrendo em uma mina Britannia Beach. Da mesma forma, Riverview Hospital funcionou como uma instituição mental em "Asylum". Embora a produção reciclou às vezes sets de outras séries da televisão—"The Benders" fez uso de uma cidade ocidental anteriormente-construída, enquanto o armazém de "Shadow" originou a partir da série Tru Calling—a maioria dos episódios geralmente exigem a construção de novos sets devido à constante mudança de cenários. A equipe de produção, no entanto, criou sets de pé reutilizáveis na forma de quartos de motel frequentado pelos Winchesters. Cada episódio apresenta um tema diferente para disfarçar o uso repetido do set de quartos de motel, com cores diferentes, colchas e cortinas sendo usadas. O episódio "Provenance", por exemplo, exibia um quarto de motel com temas de discoteca.

### Música
A mais sintetizada partitura orquestral da temporada foi composta por Christopher Lennertz e Jay Gruska. Os dois tentam basear a música nas imagens de cada episódio, com cerca de um terço da partitura de cada episódio sendo recém-escrito para a lenda sobrenatural. Por exemplo, tomadas fora de ângulo em "Dead in the Water" são acompanhadas por notas repetitivas e discordantes. Além disso, as palavras faladas como "água" e "morrer" são seguidas por um passo menor, porque Lennertz sentiu que ele criou um "borbulhante" som de água. Um violoncelo elétrico e sopros ajudaram a criar um grande tom emocional no episódio "Home", com Lennertz considerando que a sugestão final "se tornou um momento musical muito cinematográfico". Para se encaixar com o ambiente do episódio em "Asylum", Gruska fez a música muito sutil; Lennertz sentiu que era "arrepiante" como "uma serpente que furtiva ao longo da terra". Por outro lado, Lennertz combinava o tema dos evangelistas itinerantes em "Faith" usando um pequeno piano de 76 teclas que estava danificado e ligeiramente desafinado. Ele anexou pequenos itens, como moedas e clipes de papel para as chaves para criar um barulho, fazendo o piano parecer "velho e cagado". Lennertz então tocou "música gospel" durante as cenas do sermão envolvendo os Ceifeiros. Porque ele sentiu que havia também uma "vibração de vendedor de óleo de cobra" para o episódio, ele incluiu um duduk armênio devido à sua associação com encantamento de serpentes. A pontuação de "Hell House", por outro lado, tinha um tom muito mais leve para coincidir com o humor do episódio. Por exemplo, a música para as cenas envolvendo os caçadores fantasmas "profissionais" usou instrumentos de percussão para imitar relativamente o tema de Mission: Impossible.
Entretanto, os personagens recorrentes muitas vezes têm certos temas musicais ligados a eles. Para o episódio piloto, Lennertz usou um solo de piano com notas discordantes e reverberações para criar um efeito de eco "realmente desagradável" para as cenas envolvendo as mortes de Mary e Jessica nas mãos do demônio Azazel. Lennertz retorna a isso em "Nightmare", inclusive quando Sam percebe a conexão que ele compartilha com o demônio e Max. O episódio "Dead in the Water" foi o primeiro a usar o que Kripke sente que é a "emoção Winchester", que envolve notas de piano dolorosas e reverberantes em cima de cordas. Ele toca quando os irmãos fazem conexões com outros personagens. Além disso, há variantes de uma linha de guitarra usada como "tema humorístico dos irmãos" em muitos episódios, incluindo "Pilot" e "Hell House", quando os irmãos estão se divertindo. Com Gruska escrevendo o tema de Meg Masters para "Scarecrow", Lennertz reutilizou a música em "Shadow", mas "levou o assustador até um entalhe" para implicar para os espectadores que ela é "mais importante e mais diabólica" do que as outras criaturas no episódio. Para o penúltimo episódio "Salvation", Lennertz incorporou elementos musicais utilizados ao longo da temporada.
Além da partitura, a série faz uso de canções do rock, sendo a maioria selecionada da coleção particular de Kripke. Entre as muitas bandas apresentadas na primeira temporada estão AC/DC, Blue Öyster Cult, Creedence Clearwater Revival, Lynyrd Skynyrd e Bad Company. As canções de rock também são geralmente apresentadas em "The Road So Far"—montagens no início de certos episódios que recapitulam eventos anteriores. Isso foi feito pela primeira vez com o episódio "Salvation", em que a temporada inteira foi recapturada por "Carry On Wayward Son" de Kansas, com o episódio subsequente—final da temporada—usando "Fight the Good Fight" de Triump.

### Efeitos
Para retratar os aspectos sobrenaturais do show, a série faz uso de efeitos visuais, especiais e maquiagem, assim como trabalho de dublê. Enquanto várias empresas foram contratadas para a produção do episódio-piloto em Los Angeles, os episódios seguintes sendo filmados em Vancouver exigiram uma nova equipe para ser contratada. A empresa Entidade FX realizou os efeitos visuais para o episódio piloto, with Ivan Hayden taking over as visual effects supervisor for the rest of the season. com Ivan Hayden assumindo como supervisor de efeitos visuais para o resto da temporada. A equipe foi obrigada a projetar todos as tomadas do avião externo em "Phantom Traveler" a partir do zero usando imagens geradas por computador. Além disso, eles criaram um efeito de manipulação de tempo para o vilão titular em "Bloody Mary" alterando a taxa de captura da câmera.  Randy Shymkiw atuou como supervisor de efeitos especiais, e o departamento achou o episódio "Asylum" um grande desafio, porque uma cena tem o espírito vingativo colapso em pó. Eles fizeram moldes do tronco e das mãos do personagem e tiveram que encontrar a mistura perfeita para que os moldes continuassem sólidos, mas se desintegrando quando necessário.
Os departamentos de efeitos especiais e visuais muitas vezes se sobrepõem, como na cena de morte de Mary Winchester no episódio piloto. Porque a personagem é fixada ao teto e queimada à morte, a atriz Samantha Smith foi requerida para se encontras em um assoalho com as duas tubulações do propano que jorram o fogo aproximadamente cinco pés afastado dela em um ou outro lado. Para a verdadeira queima da personagem, um corpo de papel machê foi acendido em um teto falso. Quando a queima da criatura titular no episódio "Wendigo" não foi suficiente usando efeitos especiais, um manequim de armação de arame envolto em lã de aço foi então queimado, com a cena sendo composta na filmagem original para extrair a morte do wendigo. Para fazer parecer que o Homem Gancho é invisível quando ele raspa seu gancho ao longo da parede para uma das cenas em "Hook Man", um fio foi colocado dentro de paredes de gesso e, em seguida, puxado para fora; o fio depois foi removido digitalmente na pós-produção. No episódio "Bugs", o elenco teve que ser fechado em uma pequena área com centenas de abelhas, e foram picados apesar de terem usados trajes especiais com algemas costuradas em suas mangas e calças. No entanto, as abelhas não aparecem bem na câmera, assim a maioria delas que aparecem na versão final foram adicionadas com CGI.
Além dos efeitos digitais, a série também apresenta trabalho de dublê. Lou Bollo assumiu como coordenador de dublês após o episódio piloto, e grandes cenas frequentemente envolvendo os atores, embora com acrobacias de dublês foram usadas para certos momentos. Para a cena final do lago em "Dead in the Water", em que Dean deve salvar um garoto depois que ele é puxado debaixo de água por um espírito vingativo, Jensen Ackles teve que segurar o jovem ator enquanto eles foram derrubados dez pés na água por mergulhadores. O ator retratando o espírito vingativo tinha que usar uma roupa de mergulho sob seu traje devido ao longo período de tempo que ele era obrigado a gastar no lago. Ackles e Jared Padalecki executaram a maioria da cena de luta caracterizada em "Skin", e levaram somente quatro horas para aprenderem a coreografia da luta. No entanto, acrobacias de dublês foram trazidas para as cenas em que eles são jogados em estantes e através de uma mesa de café. Para o episódio "Shadow", em vez de filmar no local exterior para a cena de Meg Masters sendo jogada para fora de uma janela para a rua abaixo, decidiu-se não descrever o impacto, em vez disso tendo os Winchester olhando para baixo em seu corpo após a aterrissagem. Assim, a filmagem do mesmo foi permitida a ter lugar no estúdio usando um corpo duplo.
Ao longo da filmagem, várias cenas fazem uso de todos os três departamentos de efeitos. Para cenas envolvendo o espírito flutuante e ardente de Mary Winchester em "Home", um dublê pequeno e magro usando um terno de fogo foi aceso em fogo e levantado no ar em fios. Para a transição do espírito para a forma normal de Mary, Smith estava na frente de um fundo preto com o vento soprando sobre ela, e as duas cenas foram mais tarde combinadas na pós-produção. Muitos aspectos entraram em filmagem da cena do acidente no final da temporada "Devil's Trap". Para as cenas de interiores usadas nos primeiros momentos do Impala sendo atingido, Jeffrey Dean Morgan, Padalecki e Ackles foram obrigados a sentar no carro, que estava na frente de um chroma key. Uma folha de Lexan colocada muito perto da janela do lado do passageiro protegeu os atores quando a janela foi quebrada e, ao mesmo tempo, os canhões sob a moldura explodiram pedaços de vidro de borracha para dar a aparência de que a janela explodiu sobre eles. Para cenas da colisão real, o carro e o caminhão foram cableados junto por um guincho, e dirigidos um em direção ao outro. A intenção era que um canhão lançasse o Impala no ar no ponto de colisão, fazendo com que o carro deslizasse sem controle enquanto o caminhão afasta. No entanto, o carro ficou preso no pára-choque do caminhão, forçando o canhão a falhar e o caminhão ficar fora de controle. O caminhão começou a bater, mas o dublê que dirigia o salvou de virar. O erro acabou sendo benéfico para a cena, já que Kripke e o diretor Manners acharam que ela ficou "muito real".

## Recepção
Após os quatro primeiros episódios de Supernatural exibidos em 2005, a emissora The WB decidiu encomendar uma temporada completa de 22 episódios para a série. Durante estes primeiros episódios, a série ficou em terceiro lugar em homens com idade entre 18–34 e 12–34 anos. A série também registrou um aumento de 73% nos homens com idades entre 18–49 anos do ano anterior, embora tenha ganhado apenas 4% no total de telespectadores, e mantido 91% dos telespectadores de Gilmore Girls. A primeira temporada de Supernatural teve cerca de 3.81 milhões de telespectadores.
No Metacritic, a temporada marcou 59 de 100 com base em 22 avaliações, indicando "críticas mistas ou médias". O site agregador de críticas Rotten Tomatoes reportou 87% de aprovação, com uma classificação média de 7,32/10 com base em 31 avaliações. O consenso do site diz: "Apesar de alguns diálogos muito descolados e elementos temáticos familiares, os irmãos vigilantes de Supernatural conseguem provocar alguns sustos legítimos".